# PYTHON
Pour les articles homonymes, voir Python.
PYTHON était un plan d'urgence du gouvernement britannique durant la guerre froide visant à assurer la continuité du gouvernement en cas de guerre nucléaire.

## Contexte
À la suite du rapport du comité Strath en 1955, le gouvernement britannique élabora des plans d'urgence pour assurer la continuité du gouvernement. Cela comprenait la construction du quartier général de guerre du gouvernement central (CGWHQ), nommé BURLINGTON, à Corsham. Comme prévu, il s’agirait d’un bunker où le gouvernement central pourrait être muté en cas d’urgence et, espérons-le, survivre à une attaque nucléaire. À mesure que les armes nucléaires devenaient plus puissantes et que les missiles balistiques intercontinentaux devenaient plus une menace que les bombardiers habités, le concept de concentration du gouvernement central en un seul endroit devint imparfait. Au lieu de cela, le gouvernement serait dispersé à travers le pays avec uniquement des fonctions essentielles au sein du CGWHQ. La crise des missiles cubains de 1962 a incité à repenser radicalement les plans de continuité. Une partie de la pensée était que la période de précaution avant la guerre nucléaire, ou une guerre conventionnelle en Europe aboutissant à une guerre nucléaire, pourrait ne durer que 2 à 3 jours au lieu des 7 jours initialement prévus, de sorte qu'il ne serait pas possible de pourvoir au complet les effectifs du CGWHQ avec 4 000 personnes à temps.
PYTHON est devenu actif le 1er mai 1968 et a été décrit dans la mise à jour du Livre de guerre du gouvernement de 1968.

## Sites PYTHON

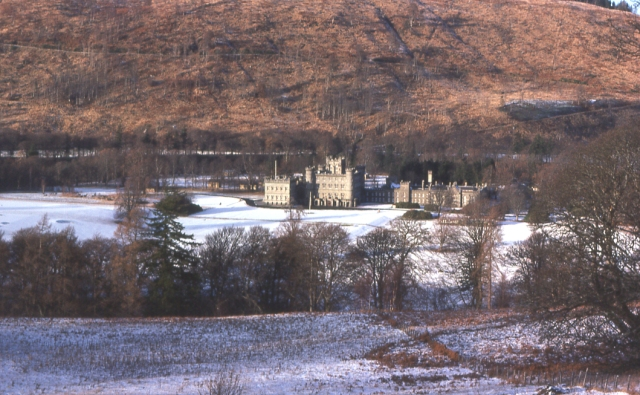
Taymouth Castle, situé dans une vallée et protégé par les collines environnantes.

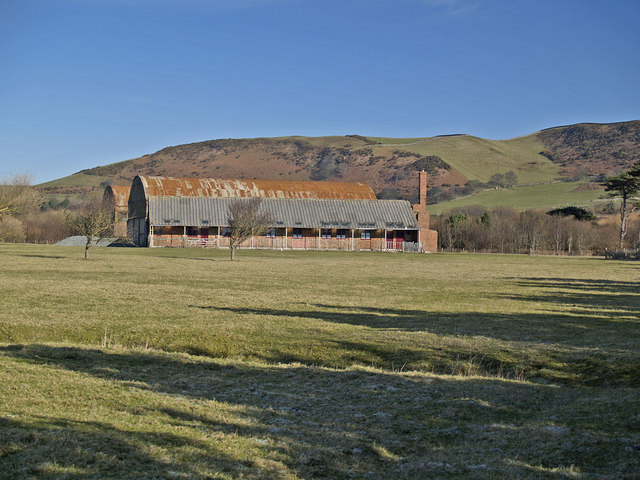
Vestiges des bâtiments du ministère de la Défense à Tonfanau, site temporaire PYTHON pour le pays de Galles.

Les sites de dispersion des pouvoirs publics ont été sélectionnés en 1966 en fonction des locaux existants, de leur indépendance par rapport aux réseaux électriques et hydrauliques nationaux, de la protection contre les retombées nucléaires et de la distance qui les sépare des cibles probables. Les sites choisis étaient RNAS Culdrose en Cornouailles, le HMS Osprey dans le Dorset, le château de Taymouth (à l'époque l'école de défense civile) en Écosse et le navire d'assistance héliporté RFA Engadine ou le yacht royal HMY Britannia qui embarquerait un groupe PYTHON à Loch Torridon ou Oban. Le camp de Tonfanau a été temporairement désigné comme site PYTHON pour le pays de Galles avec le but de déplacer le site vers le Old College de l'Université Aberystwyth (qui abritait le département de physique de l'université) dès que possible. Chaque site PYTHON dispersé serait soutenu par des sections dispersées de l'Agence britannique des approvisionnements et de la National Air Transport Agency.
En outre, en 1964, le secrétaire d’État écossais a commandé trois navires - le MV Hebrides, le MV Clansman et le RMS Columba, qui avaient été affrétés par David MacBrayne Ltd en tant que transbordeurs mais qui pourraient être convertis en bunkers nucléaires flottants en très peu de temps. Ils avaient de lourdes portes en acier pour sceller le pont d'embarquements des voitures, des portes et fenêtres extérieures étanches à l'air, des salles de décontamination avec douches et des extincteurs automatiques pour éliminer les retombées. Un ou plusieurs de ces navires auraient accompagné RFA Engadine ou HMY Britannia depuis Oban ou Mallaig.
Le bunker de Corsham, baptisé TURNSTILE en 1963 puis CHANTICLEER en 1970, jouerait un rôle important dans la période qui précéderait la guerre mais cesserait d’avoir un rôle de CGWHQ quelque temps après une attaque, les autres PYTHON étant eux aussi actifs.